# Chiesa di Sant'Agostino (Carmagnola)
Si tratta di una chiesa della città di Carmagnola, risalente al XV secolo, di stile prevalentemente gotico. 
Fu in questa chiesa che vennero emessi i voti alla Vergine dell'Immacolata Concezione, per implorare la fine delle pestilenze che colpirono la città nel 1522 e nel 1630.

## Storia e descrizione
Edificata tra il 1406 e il 1437, la chiesa di Sant'Agostino conserva ancora oggi dei caratteri spiccatamente gotici come l'abside, il transetto est e il campanile appuntito e slanciato. La sua edificazione (narrata dettagliatamente dall'agostiniano Gabriele Bucci, uno dei primi storici di Carmagnola, nel suo Memoriale quadripartitum) ebbe inizio sotto gli auspici del popolo e della congregazione cittadina di Carmagnola nel 1406 con la posa della prima pietra del tempio e venne consacrata oltre trent'anni dopo. Alla chiesa venne annesso un convento che venne popolato dagli agostiniani e quando il complesso venne infine da questi abbandonato nel 1858, venne acquistato dall'amministrazione comunale e la chiesa venne chiusa al culto pubblico per ricavarne uno spazio espositivo.

### Esterno
La facciata della chiesa, originariamente di forme semplici con quattro contrafforti e con un portale strombato, subì diverse modifiche e già dal Settecento il portale venne rifatto ad opera di un maestro fiorentino, Amedeo di Francesco da Settignano. Fu invece Ludovico Gonzaga-Nevers, duca di Nevers e governatore di Carmagnola per conto dei francesi, a voler abbellire la facciata nel 1567 con la pittura di una grande immagine di Sant'Agostino affiancata dallo stemma della città, e ancora nel XVII secolo venne realizzato un grande affresco raffigurante La Sacra Sindone sostenuta da due vescovi e da due principi. La facciata attuale invece è quella risultata dai restauri del 1835.

### Interno
L'interno della chiesa ha invece l'aspetto tipico delle antiche cattedrali gotiche (in netto contrasto con l'attuale esterno) ed è composta da tre navate. L'altare maggiore, eretto nel 1612 in marmo scolpito con intarsi in marmi policromi e bronzo dorato, è sormontato da un baldacchino barocco e circondato da una ricca balaustra di marmi. All'interno si possono inoltre ammirare tracce di affreschi quattrocenteschi e opere pittoriche su tela attribuite al Moncalvo e a Giovanni Antonio Molineri, oltre a una lastra tombale del XV secolo, opera di Amedeo di Francesco da Settignano, e a una stele funeraria romana del I secolo d.C..

## Situazione attuale
La chiesa è stata dichiarata monumento nazionale il 6 aprile 1910, attraverso una nota ministeriale, ma dal 2014 è stata chiusa per problemi di sicurezza. Nel 2020 l'amministrazione comunale ha lanciato una raccolta di fondi su una piattaforma di crowdfunding nel tentativo di finanziare gli interventi più urgenti di messa in sicurezza e pianificare una riapertura al pubblico.